# Ragnheiður Jónsdóttir

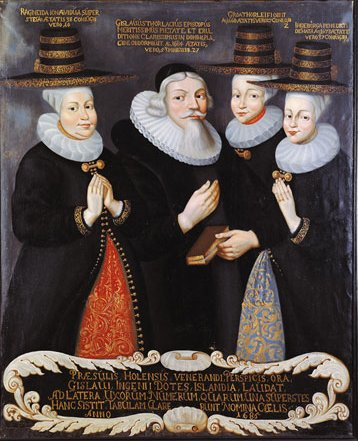
Ragnheiður Jónsdóttir, Gísli Þorláksson Bischof von Hólar und die anderen Frauen von Gísli.

Die Isländerin Ragnheiður Jónsdóttir (* 1646; † 1715) war die dritte Frau von Gísli Þorláksson, Bischof von Hólar. Sie lebte lange im Witwenteil der Kirche von Gröf.
Bekannt war sie für die Gestaltung von Stickmotiven.
Ein Porträt von ihr findet man auf der aktuellen isländischen 5000-Kronen-Banknote.